# Pleitnota
Een pleitnota is een geschrift dat wordt gebruikt tijdens een rechtszitting.
In een rechtszaak wordt ten overstaan van de rechter(s) door twee (of meer) partijen gevraagd om een rechterlijke beslissing. De rechter moet zich uitspreken over een aan hem voorgelegde zaak. 
De rechter krijgt veel informatie uit verschillende bronnen: samen vormen deze het gerechtelijk dossier. Op basis daarvan vormt de rechter zich een idee over hoe hij moet oordelen in de zaak. Maar daarmee staat zijn standpunt nog niet vast. Partijen worden in de gelegenheid gesteld hun verhaal mondeling te doen. Hiermee kunnen ze de rechter proberen te overtuigen dat hij in hun voordeel moet beslissen. Dit heet een pleidooi. De pleitnota is een schriftelijke weergave van het pleidooi.

## Opbouw pleitnota
De opbouw van een pleitnota staat vrij, maar het is raadzaam om een logische volgorde van de te bepleiten onderwerpen aan te houden. Een pleidooi moet de rechter namelijk duidelijkheid scheppen in het dossier. Het is logisch om te beginnen met de toedracht en de relevante feiten. Op die manier leidt men de rechter, de tegenpartij en de toehoorders in, in de zaak. Daarna wordt het probleem aan de orde gesteld. Een pleidooi eindigt vaak met een vordering: wat wil je gedaan krijgen en wat vind je dat de rechter moet beslissen.